# طالب تپه
طالب تپه مربوط به هزاره اول قبل از میلاد است و در شهرستان ایجرود، روستای جوقین واقع شده و این اثر در تاریخ ۱۱ مهر ۱۳۵۶ با شمارهٔ ثبت ۱۴۵۳ به‌عنوان یکی از آثار ملی ایران به ثبت رسیده است.